# Flughafen Tan-Tan

i7
i11
i13
Der Flughafen Tan-Tan (arabisch مطار طانطان الشاطئ الأبيض, französisch Aéroport Tan-Tan oder auch Aéroport Plage Blanche, IATA-Code: TTA, ICAO-Code: GMAT) ist ein marokkanischer Flughafen bei der Stadt Tan-Tan an der Atlantikküste; er wird auch militärisch genutzt.

## Lage
Der Flughafen Tan-Tan liegt nur etwa 11 km (Fahrtstrecke) westlich der Stadt Tan-Tan bzw. ca. 15 km östlich der Atlantikküste. Nur etwa 100 km (Luftlinie) trennen ihn von der Nordgrenze der seit 1975 von Marokko beanspruchten Westsahara-Gebiete.

## Flugverbindungen
Die ursprünglich geplanten mehrmals monatlichen Flüge nach Casablanca sind vorübergehend ausgesetzt.

## Zwischenfälle
- Am 11. November 1984 verunglückte eine Douglas DC-3/C-47A-15-DK der französischen Stellair (Luftfahrzeugkennzeichen F-BYCU) bei einer Notlandung in der Nähe des Flughafens Tan-Tan. In einem Sandsturm war der Treibstoff ausgegangen. Das Flugzeug wurde irreparabel beschädigt. Über Personenschäden ist nichts bekannt.[3][4]